# Festiwal Filmowy w Londynie
Festiwal Filmowy w Londynie (ang. London Film Festival lub BFI London Film Festival) – festiwal filmowy odbywający się od 1956 roku w Londynie, w Wielkiej Brytanii. Dyrektorem artystycznym festiwalu jest Sandra Hebron.